# Salvatore Adelfio
Salvatore Adelfio (Palermo, 18 gennaio 1966) è un mafioso italiano.
Considerato uomo d'onore della famiglia mafiosa di Villagrazia-Santa Maria del Gesù, è stato arrestato nel 2009 a Perthus dalla polizia francese dopo una latitanza durata un anno. Al momento dell'arresto era considerato uno dei nomi di spicco di Cosa nostra a Palermo.
La sua latitanza era iniziata nel 2008, dopo l'Operazione Old Bridge, che l'aveva visto accusato di estorsione. Figlio di Giovanni Adelfio e cognato di Carlo Greco, è stato condannato in appello a 9 anni e sei mesi di reclusione.